# AMC Javelin
O Javelin é um modelo esportivo muscle car da American Motors Corporation (AMC), concebido para rivalizar com os tradicionais "pony cars" norte-americanos: Ford Mustang e Chevrolet Camaro. Além de fabricados em Kenosha, Wisconsin, os Javelins foram montados sob licença na Alemanha, México, Filipinas, Venezuela e Austrália - e foram comercializados globalmente.
Como vencedor da série de corridas Trans-Am em 1971, 1972 e 1976, a variante AMX de segunda geração foi o primeiro pony car a ser usado como veículo padrão para serviços de carro de polícia rodoviária por uma agência americana.